# Marwan II

El Califato omeya en 750, de los Atlas Históricos de William R. Shepherd, 1923. Cortesía de las Bibliotecas Generales, Universidad de Texas en Austin.

Marwán ibn Muhámmad ibn Marwán o Marwán II (688-750) (en árabe: مروان بن محمد بن مروان بن الحكم) fue un califa omeya que gobernó a partir de 744 hasta 750, cuando fue asesinado. Fue el último gobernante omeya en Damasco. 
Hijo de Al-Himar y nieto de Marwán I, Marwán II tomó el califato después que su primo Ibrahim ibn Al-Walid fuera derrocado. Antes de ser proclamado califa Marwán había servido como gobernador de Azerbaiyán. En este puesto llevó a cabo una guerra costosa contra el kanato de los jázaros, donde ganó una victoria pírrica ya que fue incapaz de asegurar sus conquistas. 
Marwán heredó un imperio convulsionado internamente y desgarrado por las continuas guerras civiles. El sentimiento anti-omeya había llegado a ser muy frecuente, especialmente en Irán e Irak, y los abasíes, familia descendiente de Abbás (tío del profeta Mahoma) radicada en Jorasán y opuesta a los omeyas, habían ganado a muchos seguidores. Como tal, el reinado de Marwán como califa fue dedicado casi enteramente a intentar conservar el Imperio omeya. 
Marwán no podría apaciguar la conocida como revolución abasí. A pesar de algunas victorias iniciales, finalmente sufrió una derrota decisiva, a cargo de Abu al-'Abbás al-Saffah en la batalla del Gran Zab, a orillas de este río. Solo en esta batalla murieron trescientos miembros de la familia omeya. Marwán luego buscó frenéticamente refugio; esperando encontrarlo en el oeste, viajó a Egipto, pero fue capturado mientras cruzaba el Nilo y fue asesinado. Su muerte señaló el final de las fortunas de los omeyas en el este, y fue seguida por la matanza de omeyas a manos de los abasíes.

## Emirato de Córdoba
Casi la dinastía entera omeya fue asesinada, a excepción del príncipe Abd al-Rahmán I, nieto del califa Hisham, quién escaparía a al-Ándalus, convirtiéndola en la base de su poder con la fundación del Emirato de Córdoba, independiente del Califato abasí. 